# WKC Stahl- und Metallwarenfabrik

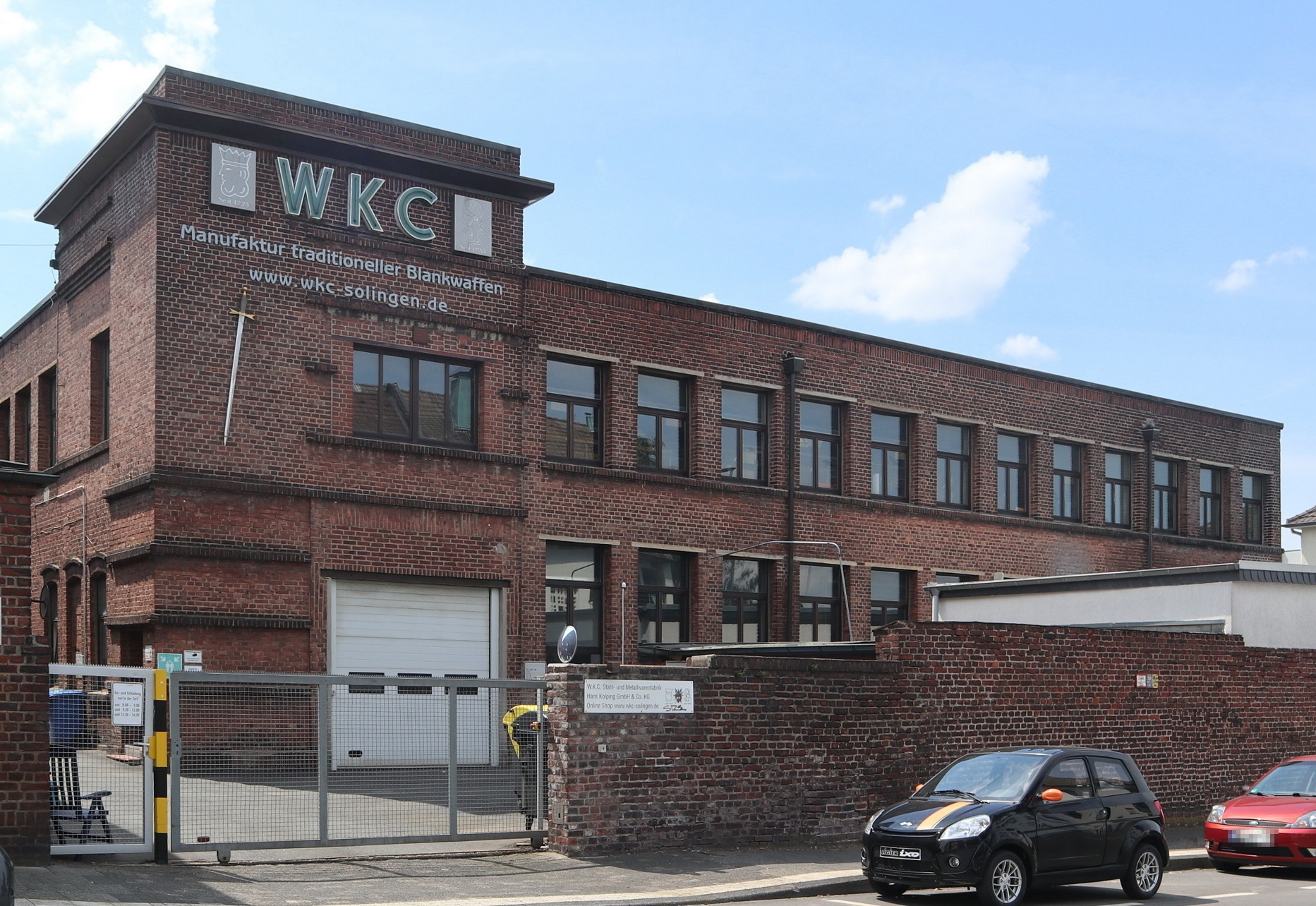
WKC:s fabrik i Solingen.

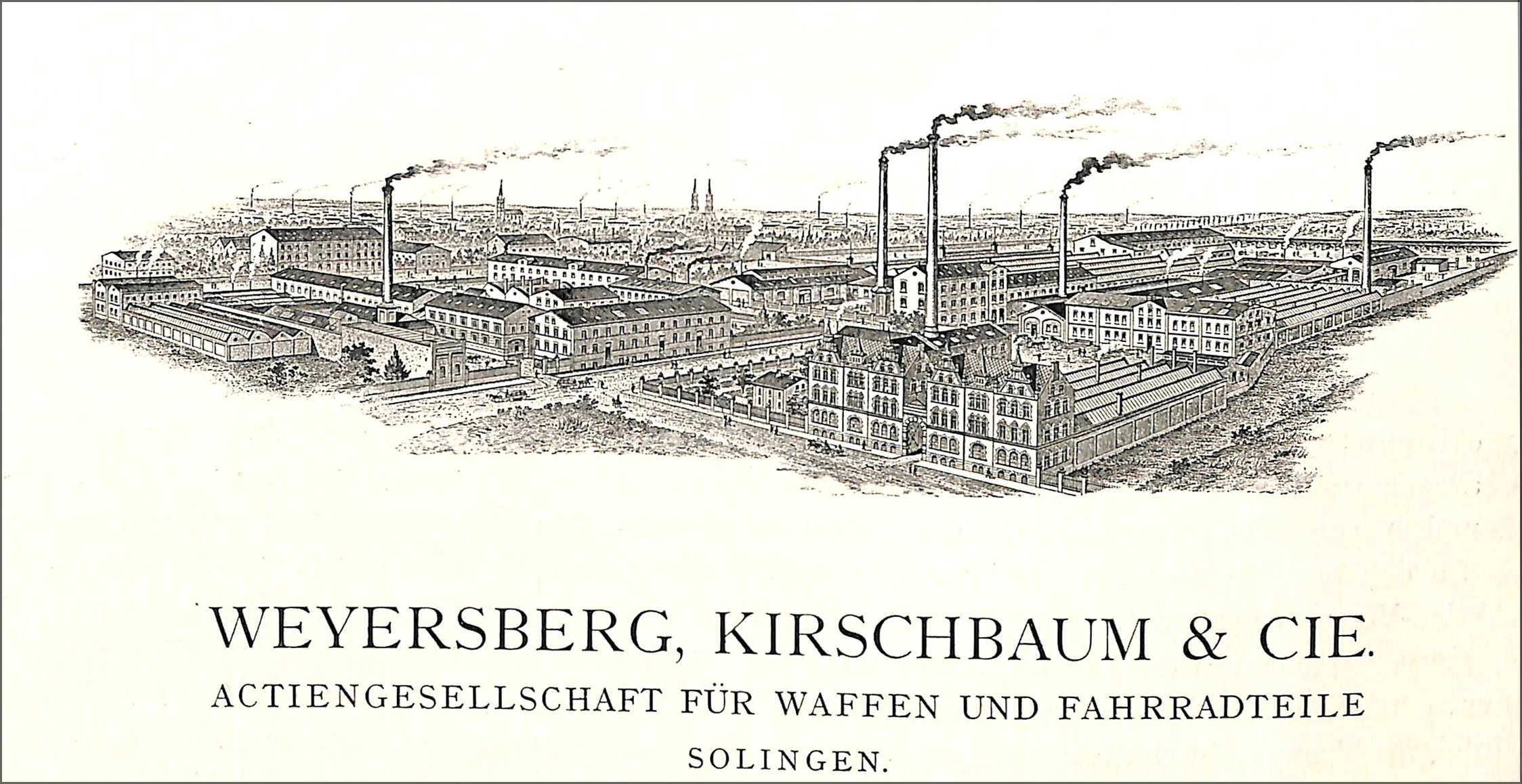
WKC:s fabrik 1913.

WKC Stahl- und Metallwarenfabrik (tidigare Weyersberg, Kirschbaum & Cie.) är ett tyskt bolag i Solingen i Nordrhein-Westfalen som tillverkar svärd och andra blankvapen.
WKC tillverkar bland annat sablar till svenska Försvarsmakten.